# Artur del Regne Unit (comte de MacDuff)
Artur del Regne Unit, comte de MacDuff KG KT KP PC CB GCMG GCVO GCStJ (Windsor, 1883 - Londres, 1938). Únic fill mascle dels ducs de Connaught, el príncep Artur del Regne Unit i de la princesa Lluïsa Margarida de Prússia. Era, per tant, net de la reina Victòria I del Regne Unit i del príncep Albert de Saxònia-Coburg Gotha per part de pare, i dels prínceps Frederic Carles de Prússia i Maria d'Anhalt-Dessau. Per naixement obtingué el rang d'altesa reial i el títol de príncep del Regne Unit.
Fou el primer príncep educat a Eton College. Després ingressà a la carrera militar essent instruït a la prestigiosa acadèmia militar de Sandhurst on assolí el càrrec de coronel en cap del segon regiment de dragons (Royal Scots Greys). L'any 1922 esdevingué general i ajuda de camp del seu cosí el rei Jordi V del Regne Unit.
El 12 d'octubre de 1913 es casà amb la princesa Alexandra del Regne Unit. La princesa en qüestió era filla de la princesa reial Lluïsa i del duc Alexadre de Duff. Era per neta del rei Eduard VII del Regne Unit i besnéta de la reina Victòria I del Regne Unit. La princesa havia estat elevada a la dignitat de princesa amb el grau simple d'altesa l'any 1905 pel seu avi. La parella tingué un únic fill:
- Sa Altesa el príncep Alistair de Connaught (Londres, 1914 - Ottawa, Canadà, 1943)

L'any 1920 el jove príncep substituí al vescomte de Buxton com a governador de la colònia del Cap, tres anys després el jove Connaught seria substituït pel seu cosí polític el príncep Alexandre de Teck.
Al seu retorn del Cap el príncep passà a ésser patró d'una gran multitud d'associacions caritatives. Morí d'un càncer estomacal a l'edat de 55 anys, el 1937. El seu pare, el duc Artur de Connaught li sobrevisqué quatre anys i passà el títol de duc de Connaught al seu net, el príncep Alistair que portà el títol durant pocs mesos. L'any 1943 el títol de duc de Connaught tornava a la Corona en no tenir descendència.

## Títols, estils, honors i armes

### Títols i estils
- 13 de gener de 1883 – 12 de setembre de 1938: Sa Altesa Reial el Príncep Arthur de Connaught

### Honours
- Cavaller Reial de la Lligacama (15 de juliol de 1902)
- Cavaller del Card (14 d'octubre de 1913)
- Cavaller de Sant Patrici
- Conseller Privat (11 de juny de 1910)
- Company del Bany (18 de febrer de 1915)
- Collar Reial Victorià (15 de maig de 1906) – per viatjar al Japó per investir l'Emperador Meiji amb l'orde de la Lligacama
- Gran Creu del Molt Distingit Orde de Sant Miquel i Sant Jordi (3 de setembre de 1918)
- Gran Creu del Reial Orde Victorià (24 de maig de 1899)
- Administrador Gran Creu de Sant Joan
- Gran Creu de Cavaller amb Collar de Sant Olaf
- Orde del Crisantem (20 de febrer de 1906)[1]

### Registre militar
- Tinent de 2a - 7th (Queen's Own) Hussars (8 de maig de 1901)
- Tinent - 7th (Queen's Own) Hussars (14 de gener de 1903)
- Capità - 2nd Dragoons (The Royal Scots Greys) (27 d'abril de 1907)
- Major - 2nd Dragoons (The Royal Scots Greys) (19 d'agost de 1915)
- Tinent Coronel - 2nd Dragoons (The Royal Scots Greys) (3 de juny de 1919)

#### Nomenaments honorífics
- Coronel en Cap - The Royal Scots Greys (2nd Dragoons)
- Coronel en Cap - Royal Army Pay Corps, 11 de maig de 1937[2]